# 郊纳镇
郊纳镇，是中华人民共和国贵州省黔西南布依族苗族自治州望谟县下辖的一个乡镇级行政单位。
2013年6月24日，贵州省人民政府批复同意撤销郊纳乡建制，设置郊纳镇，镇人民政府驻油停村。

## 行政区划
郊纳镇下辖以下地区：
郊纳村、油停村、懂闹村、冗岩村、八步村、铁炉村、鸭龙村、关寨村、水秧村和高寨村。